# Ultra
Ultra je deveti studijski album grupe Depeche Mode. Snimljen je 1996.,a izdan 1997. godine.

## O albumu
Ultra je Depeche Mode-ov deveti studijski album, koji je izdan 15. travnja 1997. godine. Ovo je prvi album nakon odlaska Alana Wildera, koji je otišao iz banda kako bi radio na vlastitom projektu pod nazivom Recoil. Ovako dugo vrijeme razdvojenosti banda i snimanje novog albuma od prošlog jer je vokal David Gahan pokušao samoubojstvo i nakon toga drogirao se. Ova dva događaja dovela su mnoge do spekulacija kako je ovo kraj grupe Depeche Mode, ali pokazalo se da to nije točno. Ovaj album je najduži po trajanju i najduže je sniman.
Nakon što je napokon Ultra izdana, dolazi do prvog mjesta na svim većim glazbenim ljestvicama što rezultira s čak nekoliko hitova. Do travnja 2006. godine, Ultra je prodana u više od 600 000 primjeraka.

## Popis pjesama
1. "Barrel of a Gun"  – 5:35
2. "The Love Thieves"  – 6:34
3. "Home"  – 5:42
4. "It's No Good"  – 5:58
5. "Uselink"  – 2:21
6. "Useless"  – 5:12
7. "Sister Of Night"  – 6:04
8. "Jazz Thieves"  – 2:54
9. "Freestate"  – 6:44
10. "The Bottom Line"  – 4:26
11. "Insight"  – 6:26
12. "Junior Painkiller"  – 2:11*

### 2007 re-izdanje: (CD/SACD)
- Disc 1 je hibridni SACD/CD s multikanalnim zapisom.
- Disc 2 je DVD koji sadrži "Ultra" u DTS 5.1, Dolby Digital 5.1 i PCM Stereo plus bonus materijal

1. "Barrel of a Gun"  – 5:35
2. "The Love Thieves"  – 6:34
3. "Home"  – 5:42
4. "It's No Good"  – 5:58
5. "Uselink"  – 2:21
6. "Useless"  – 5:12
7. "Sister Of Night"  – 6:04
8. "Jazz Thieves"  – 2:54
9. "Freestate"  – 6:44
10. "The Bottom Line"  – 4:26
11. "Insight"  – 6:26

Bonus tracks (u DTS 5.1, Dolby Digital 5.1, PCM Stereo)
1. "Painkiller"
2. "Slowblow"
3. "Only When I Lose Myself"
4. "Surrender"
5. "Headstar"

Live pjesme iz Londona, Travnja 1997 (in DTS 5.1, Dolby Digital 5.1, PCM Stereo)
1. "Barrel of a Gun"
2. "It's No Good"
3. "Useless"

Dodatni materijal
- "Depeche Mode 95-98 (TBC)

## Vanjske poveznice
- Službena stranica
- Depeche Mode Hrvatska